# Ustronie Morskie

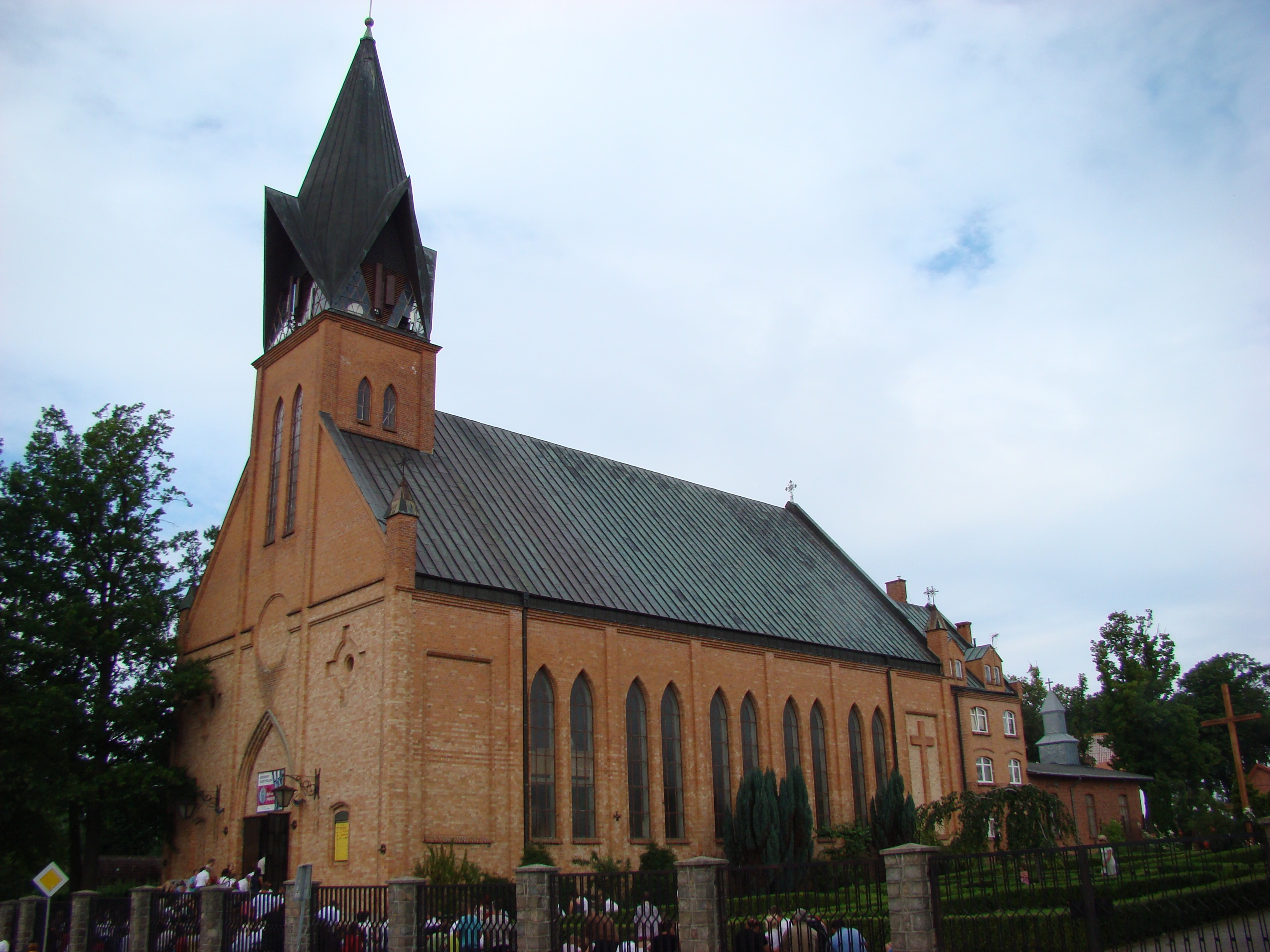
Nhà thờ Neo-Gothic ở Ustronie Morskie

Ustronie Morskie [usˈtrɔɲɛ ˈmɔrskʲɛ] (tiếng Đức: Henkenhagen) là một ngôi làng ở huyện Kołobrzeg, West Pomeranian Voivodeship, ở phía tây bắc Ba Lan. Đó là chỗ ngồi của gmina (khu hành chính) được gọi là Gmina Ustronie Morskie. Nó nằm khoảng 14 kilômét (9 mi) về phía đông bắc của Kołobrzeg và 118 km (73 mi) về phía đông bắc của thủ đô khu vực Szczecin.
Trước năm 1945, khu vực này là một phần của Đức. Đối với lịch sử của khu vực, xem Lịch sử của Pomerania.
Ngôi làng có dân số 1.800 người.